# 국립생물자원관
국립생물자원관(國立生物資源館, National Institute of Biological Resources)은 국가생물자원의 효율적 보전 및 이용을 위한 조사·연구와 생물자원에 대한 홍보·전시에 관한 사무를 관장하는 대한민국 환경부의 소속기관이다. 2007년 2월 28일 발족하였으며, 인천광역시 서구 환경로 42 종합환경연구단지 위치하고 있다. 관장은 고위공무원단 나등급에 속하는 임기제공무원으로 보한다.

## 직무
- 생물자원에 대한 장·단기 연구사업계획의 수립 및 종합·조정, 생물 자원보전 중장기 사업계획의 수립·시행·조정 및 종합
- 생물자원 수집·보전·관리·조사 및 연구
- 연구사업에 대한 평가 및 심사분석
- 생물자원의 홍보·전시 등 관련 사항
- 생물자원의 이용 및 지원에 관한 사항
- 권역별 생물자원관 건립 지원에 관한 사항
- 국내·외 생물자원보전시설 간 정보교환 및 협력
- 생물자원 관련 국제기구와의 협력
- 보안·기록물·정보공개·인사·관인 관리·예산·결산·회계 및 민원에 관한 사항
- 기타 환경부장관이 위임하는 사항

## 연혁
- 2002년 7월: 건립 기본계획 수립.
- 2003년 12월: 기본설계 및 실시설계 완료.
- 2004년 6월: 건립공사 착공.
- 2007년 1월: 건립공사 완공.
- 2007년 2월 28일: 국립생물자원관 발족(2부 8과 102명).
- 2007년 3월 19일: 초대 박종욱 관장 취임.
- 2007년 10월 10일: 국립생물자원관 공식 개관.
- 2009년 9월 25일: 제2대 김종천 관장 취임.
- 2011년 1월 1일: 책임운영기관 지정.
- 2011년 9월 5일: 제3대 안연순 관장 취임.
- 2012년 10월 30일: 제4대 이상팔 관장 취임.
- 2014년 3월 10일: 제5대 김상배 관장 취임.
- 2016년 6월 1일: 제6대 백운석 관장 취임.
- 2019년 7월 1일: 제7대 배연재 관장 취임.
- 2021년 12월: 제8대 서민환 관장 취임.

## 조직

### 관장
- 운영관리과[1]
- 전략기획과[1]

생물자원연구부
- 식물자원과[3]
- 동물자원과[3]
- 미생물자원과[3]

생물자원활용부
- 유용자원활용과[3]
- 유용자원분석과[3]
- 전시교육과[3]

## 같이 보기
- 국립환경과학원
- 대한민국 환경부